# Charles William Andrews
Charles William Andrews, född 30 oktober 1866 i Hampstead, Middlesex, död 25 maj 1924, var en engelsk paleontolog. Auktorsnamnet C.W.Andrews kan användas för Charles William Andrews i samband med ett vetenskapligt namn inom botaniken; se Wikipediaartiklar som länkar till auktorsnamnet.
Andrews, som var assistent vid geologiska avdelningen av British Museum i London, blev berömd för de vid hans grävningar vid Faijum i Egypten funna fossila däggdjurens bearbetning, som kastade ljus över några däggdjurstypers historiska utveckling. Hans viktigaste arbete är A Descriptive Catalogue of the Tertiary Vertebrata of the Fayúm, Egypt (1906). Han blev Fellow of the Royal Society 1906 och tilldelades Lyellmedaljen 1916.